# Diplostix striatisternum
Diplostix striatisternum är en skalbaggsart som först beskrevs av Lewis 1885.  Diplostix striatisternum ingår i släktet Diplostix och familjen stumpbaggar. Inga underarter finns listade i Catalogue of Life.